# Don Felder

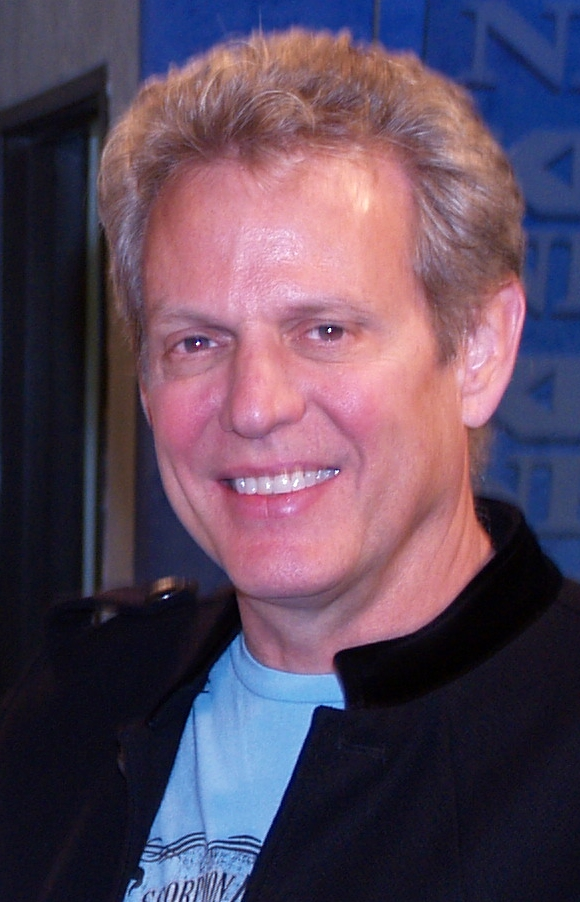
Don Felder (2009)

Donald William „Don“ Felder (* 21. September 1947 in Gainesville, Florida) ist ein US-amerikanischer Rock-Gitarrist, der von 1974 bis 1980 und zwischen 1994 und 2001 Mitglied der Country-Rock-Band Eagles war. Er ist Co-Autor des erfolgreichen Stücks Hotel California, das nicht zuletzt durch das von ihm und Joe Walsh gespielte außergewöhnliche Gitarren-Duett weltberühmt wurde.

## Leben und Karriere
Felder wurde auf die Musik aufmerksam, als er Elvis Presley in der Ed Sullivan Show sah. Im Alter von etwa 11 Jahren bekam er seine erste Gitarre von einem Freund im Tausch für eine Handvoll Knallerbsen. Einer seiner Gitarrenlehrer war Duane Allman von den Allman Brothers. Don Felder wiederum gab Tom Petty Gitarrenunterricht. Er wurde stark durch den Rock ’n’ Roll beeinflusst und trat mit 15 seiner ersten Band, The Continentals, bei, welcher seinerzeit auch Stephen Stills (später Crosby, Stills & Nash) angehörte. Ebenfalls zu dieser Zeit traf er Bernie Leadon, der später ein Gründungsmitglied der Eagles wurde. Doch zunächst ersetzte er Stills und die Band wurde in Maundy Quintet umbenannt.
Nachdem sich die Band aufgelöst hatte, ging Felder nach New York City und trat einer Band namens Flow bei, die nur ein einziges Jazz-Album veröffentlichte. In dieser Zeit konnte Felder sein Gitarrenspiel und seine Improvisation entscheidend verbessern. Nach dem Ende von Flow zog Felder nach Boston und arbeitete zunächst in einem Aufnahmestudio. 1971 lernte er die restlichen Mitglieder der Eagles kennen, die sich zu dieser Zeit auf Tournee befanden. Ein Jahr später zog Felder nach Kalifornien, um ein Album mit David Blue aufzunehmen, und spielte gemeinsam mit ihm für neun Monate als Vorgruppe für Crosby und Nash.

### Eagles
1974 wurde Felder zu Aufnahmen der Eagles eingeladen, um eine weitere Gitarre für das Stück Good Day in Hell einzuspielen. Am nächsten Tag wurde ihm vorgeschlagen, der Band beizutreten. Ein Jahr später kam Joe Walsh als Nachfolger von Bernie Leadon, der die Eagles verlassen hatte. Walsh und Felder waren bereits befreundet, bevor sie gemeinsam bei den Eagles spielten, und veränderten den Stil der Band maßgeblich. Während die frühen Stücke eher in Richtung Country-Rock tendierten, waren die neueren Titel rockiger und härter. Auf dem 4. Album der Eagles, One of These Nights, sang Felder bei dem Stück Visions, welches er gemeinsam mit Don Henley geschrieben hatte, das einzige Mal die Lead-Stimme. Später äußerte sich Glenn Frey dazu insofern, als man der Ansicht war, Don Felder entspräche nicht dem hohen gesanglichen Eagles-Standard.
Das erste Album nach all diesen Veränderungen war Hotel California, die Musik zum gleichnamigen Titelstück stammte von Felder. Nach dem überwältigenden Erfolg des Albums und der darauf folgenden Tournee stand die Band unter enormem Erfolgsdruck, ein ebenbürtiges Nachfolgealbum aufzunehmen. Nach diesem Nachfolgealbum, The Long Run, löste sich die Band auf. Zu diesem Zeitpunkt waren die Bandmitglieder bereits derart zerstritten, dass es zwischen Don Felder und Glenn Frey selbst auf der Bühne zu offenen verbalen Aggressionen kam. Die Situation eskalierte nach einem Konzert, als Felder beim Verlassen der Bühne seine Gitarre hinter Freys Rücken an der Wand zertrümmerte – „eine seiner billigen“, wie Frey später lakonisch dazu bemerkte.

### Karriere nach den 1970er Jahren
Nach der Auflösung der Eagles konzentrierte sich Felder mehr auf seine Familie und seine Solo-Karriere. 1983 veröffentlichte er ein Rock-’n’-Roll-Album mit dem Titel Airborne, welches bis 2012 seine einzige Solo-LP blieb, obwohl er auch einige Film-Soundtracks schrieb, so die Titelstücke zu Heavy Metal und The Wild Life. 1985/86 moderierte er eine Comedy-Musiksendung namens FTV im Fernsehen. 1986 schrieb er den Soundtrack (einschließlich Titelsong) zur Zeichentrickserie Galaxy High.
Im Jahr 1994 fanden sich die Eagles mit Don Felder noch einmal zur Hell freezes over-Tour zusammen, auf die das gleichnamige Album folgte. Felder blieb bis einschließlich der Neujahrskonzerte 1999/2000 bei der Band. 2008 hatten die Eagles ohne Felder ein Comeback mit dem Album Long Road Out Of Eden.
Am 9. Oktober 2012 erschien nach beinahe 30 Jahren sein zweites Soloalbum Road To Forever. An diesem Album haben zahlreiche namhafte Musiker wie etwa Steve Lukather und David Paich von Toto oder David Crosby, Stephen Stills und Graham Nash (Crosby, Stills and Nash) mitgearbeitet.

### Rechtsstreit
Am 6. Februar 2001 wurde Don Felder im Streit um vermeintliche Vertragsverletzungen und vorenthaltene Gewinnbeteiligungen aus der gemeinsamen Vermarktungsfirma Eagles Ltd. endgültig aus der Gruppe rausgeworfen. Als Antwort reichte er zwei Klagen ein: gegen die Eagles als Band sowie gegen Don Henley, Glenn Frey und 50 weitere Personen. Wegen Vertragsbruchs, Bruchs der Fürsorgepflicht und anderer Vergehen forderte er eine Schadenersatzsumme von 50 Millionen US$. Felder behauptete unter anderem, dass Frey und Henley ihn bei der Aufteilung der Gewinne übervorteilt hätten. Der Prozess wurde im Frühjahr 2007 beendet, nachdem die Parteien sich außergerichtlich hatten einigen können.
Zu einer weiteren Eagles-Tournee 2013 war geplant, wenigstens ein ehemaliges Mitglied in die Bandbesetzung zu integrieren. Bernie Leadon sagte zu und spielte die ersten Konzerte mit der Band, Randy Meisner musste aus gesundheitlichen Gründen das Angebot ablehnen. Lediglich Don Felder erhielt wegen nach wie vor anhaltender juristischer Auseinandersetzungen erst gar keine Einladung.

## Diskografie

### Studioalben
- 1983: Airborne
- 2012: Road to Forever
- 2019: American Rock‘n’Roll
- 2025: The Vault – Fifty Years of Music